# Tony Sukkar
Tony Sukkar (arab. ‏طوني سكر‎; ur. w 1963) – libański narciarz alpejski, uczestnik Zimowych Igrzysk Olimpijskich 1984.
Najlepszym wynikiem Sukkara na zimowych igrzyskach olimpijskich jest 58. miejsce w gigancie podczas Zimowych Igrzysk Olimpijskich 1984 w Sarajewie.
Sukkar nigdy nie wystartował na mistrzostwach świata.
Sukkar nigdy nie wystartował w zawodach Pucharu Świata.

## Osiągnięcia

### Zimowe igrzyska olimpijskie
| Igrzyska      | Konkurencja | Czas    | Wynik | Zwycięzca  |
| ------------- | ----------- | ------- | ----- | ---------- |
| Sarajewo 1984 | Gigant      | 3:29.03 | 58.   | Max Julen  |
| Sarajewo 1984 | Slalom      | -       | DNF   | Phil Mahre |